# Rafael Vaganian
Rafael Artemovich Vaganian (arménien Ռաֆայել Վահանյան, russe : Рафаэль Артёмович Ваганян) est un grand maître arménien du jeu d'échecs né le 15 octobre 1951 à Erevan. Vainqueur du tournoi interzonal et du tournoi des candidats en 1985, il fut champion d'URSS en 1989. Il est réputé pour son sens aigu de la tactique.

## Biographie et carrière

### Débuts
Rafael Vaganian obtient le titre de grand maître en 1971, à 19 ans, à la suite d'un excellent résultat au tournoi de Vrnjacka Banja, où il prend la première place devant Leonid Stein et Ljubomir Ljubojević. La même année, il est 4e au championnat du monde junior, remporté par le joueur suisse Werner Hug. Il est si déçu par ce résultat qu'il défie le vainqueur dans un match de blitz qu'il remporte 10-0.
En 1974, il joue au premier échiquier pour l'équipe d'URSS au championnat du monde étudiant à Teesside (Angleterre), réalisant un score de 10/11 et gagnant la médaille d'or.

### Tournois

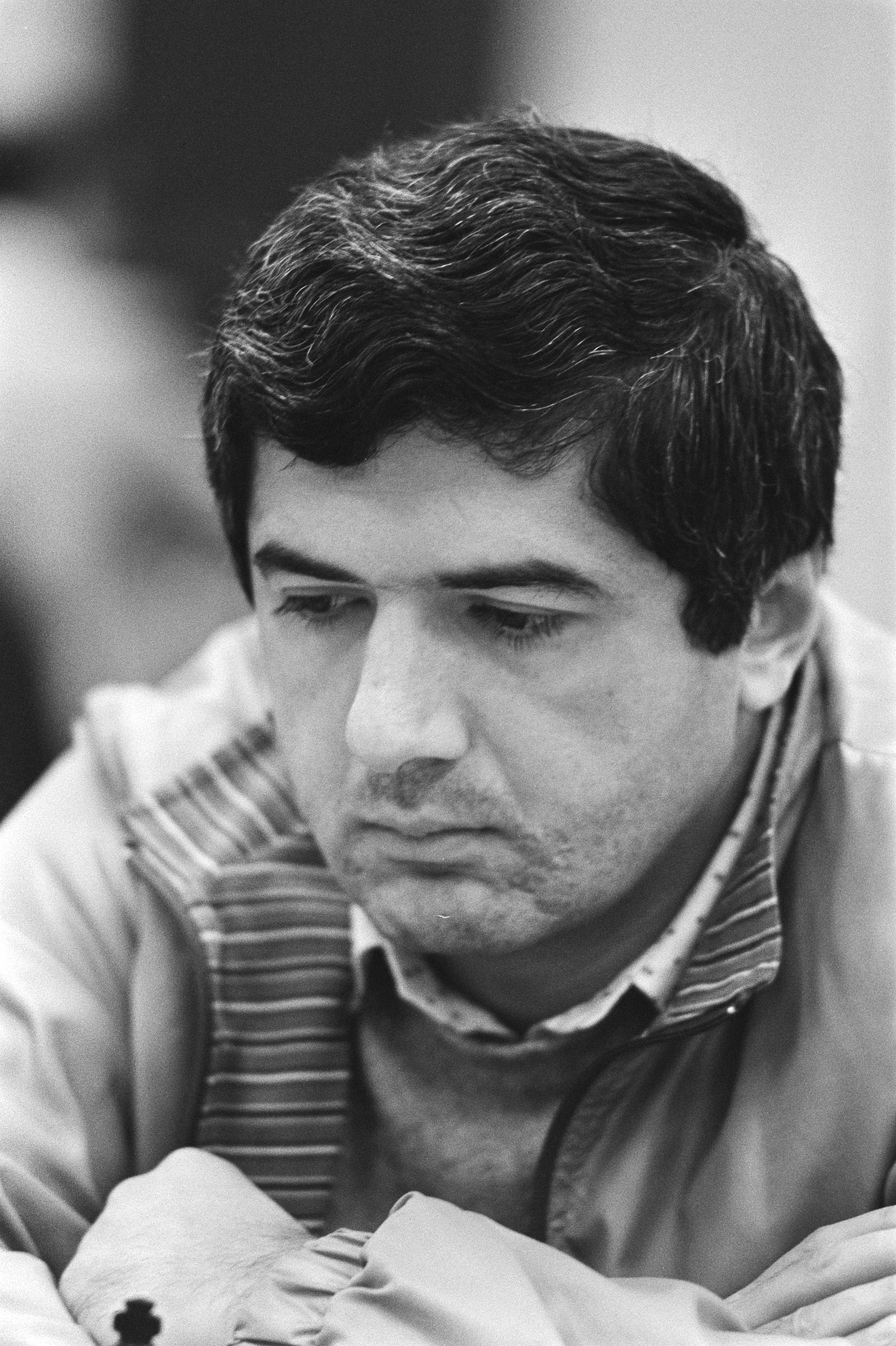
Rafael Vaganian en 1983

On estime qu'il a remporté plus de 30 tournois. Parmi ses nombreuses victoires en tournoi, on peut citer :

#### Années 1970
- Kragujevac 1974 ;
- São Paulo 1977 ;
- Rome 1977 ;
- Kirovakan 1978 ;
- Las Palmas 1979 ;

#### Années 1980
- Manille 1981 ;
- Hastings 1982-1983 ;
- Bienne (interzonal) 1985 ;
- Montpellier (tournoi des candidats) en 1985 (ex æquo avec Sokolov et Youssoupov) ;
- Sotchi (mémorial Tchigorine) en 1986 (ex æquo avec Beliavski et Gligorić) ;
- Leningrad 1987 ;

À Moscou en 1982 et à Tallinn en 1983, il partage la première place avec Mikhaïl Tal et à Naestved en 1985, avec Walter Browne et Bent Larsen.

#### Années 1990
- Ter Apel 1992 ;
- Reggio Emilia 1992-1993 et 1994-1995.

#### Années 2000
- l'Open Aeroflot de Moscou en 2004, avec Serguei Roublevski et Valeri Filippov.

### Championnats d'URSS
À Odessa en 1989, il gagne le 56e championnat d'URSS pour son 38e anniversaire.
Dans les éditions précédentes, il avait terminé troisième ex æquo à Leningrad en 1974 ainsi qu'à Moscou en 1983, et deuxième dans sa ville natale en 1975.

### Tournois interzonaux et cycles des candidats
En 1985 Il remporte le tournoi interzonal de Bienne puis le tournoi des candidats au championnat du monde à Montpellier ex æquo avec Arthur Youssoupov et Andrei Sokolov qui l'élimine en demi-finale.
Lors du tournoi des candidats 1988, il est éliminé au premier tour par Lajos Portisch.

### Compétitions par équipe
Au fil du temps, il a aussi remporté de nombreuses médailles en compétition par équipes, représentant l'Union Soviétique puis l'Arménie aux Olympiades et au championnat d'Europe par équipes. Encore récemment, il remporte la médaille de bronze par équipe et la médaille d'or individuelle pour la meilleure performance au troisième échiquier à l'Olympiade d'échecs de 2004 à Calvià.

## Style
En 1985, Alekseï Souétine le décrit comme un joueur naturellement doué. L'ayant affronté à plusieurs reprises, il a senti chez l'Arménien un grand sens intuitif : « Il a un sens fin de la dynamique d'une bataille d'échecs et sait comment intensifier le jeu au bon moment. Il ne calcule pas toujours les variantes complètement, se fiant à son intuition naturelle. ». Des idées volatiles de Vaganian sur l'échiquier, il dit encore « ... Le sentiment de peur ou d'incertitude lui est inconnu. C'est un éternel optimiste, plein d'intentions ambitieuses à chaque étape de chaque partie, avec un tempérament explosif... ».
Il atteignit sa meilleure place au classement mondial en janvier 1986 : 3e ex æquo avec Jan Timman et Arthur Youssoupov.

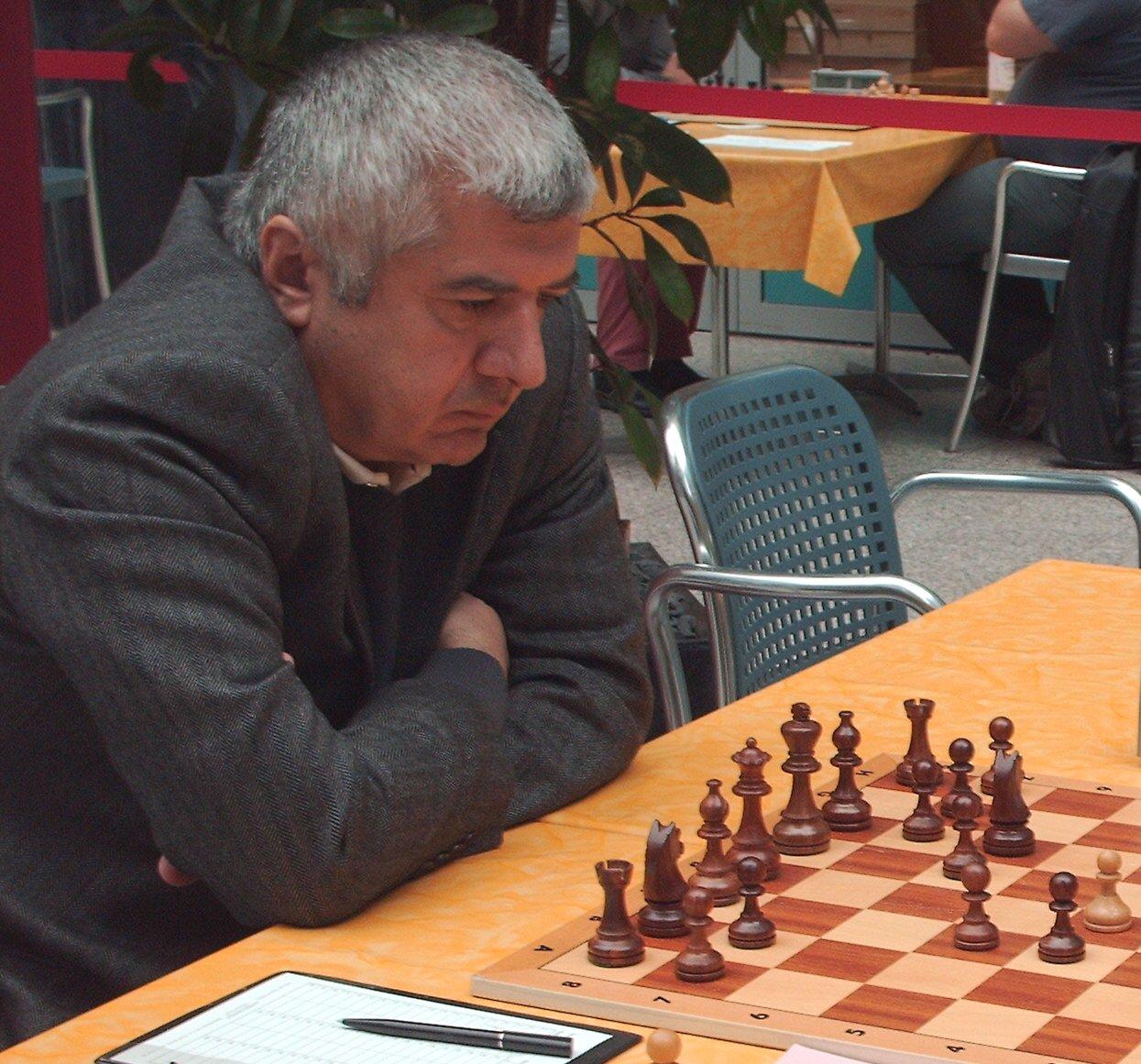
Rafael Vaganian en 2006

Au 26 juillet 2010, son classement Elo est de 2 577 points.

## Parties remarquables
- Vaganian - Viktor Koupreïtchik , championnat d'URSS 1974 à Leningrad
- Vaganian - Győző Forintos , Moscou 1975
- Vaganian - Adams du match Amis de l'Arménie contre le reste du monde 2004
- Lautier - Vaganian Moscou Aeroflot 2004